# Bicko Selo
Bicko Selo falu Horvátországban, Bród-Szávamente megyében. Közigazgatásilag Garcsinhoz tartozik.

## Fekvése
Bród központjától légvonalban 14, közúton 18 km-re keletre, községközpontjától 2 km-re délre, Szlavónia középső részén, a Dilj-hegység déli lejtői alatt, a Szávamenti-síkságon, a Biđ-patak mentén fekszik. A falun halad át a Zágráb-Vinkovci (-Belgrád) vasútvonal.

## Története
A régészeti leletek tanúsága szerint területe már a legősibb idők óta lakott volt. Bicko Selo közelében, a Biđ-patak mentén egy 200-szor 500 méteres, 2 méter magas tell található, ahol több kultúra (Starčevo, Lasinja, Retz-Gajary, urnamezős és La Téne) települése is állt egykor az újkőkorszaktól a vaskorig bezárólag. Bicko Selotól másfél km-re nyugatra egy északnyugat-délkeleti irányban hosszan elnyúló lelőhelyen történelem előtti és középkori kerámiatöredékek kerültek elő.
A falu nevét a Biđ-patakról kapta, amely mellett fekszik. A középkori források nem említik, a török uralom idején azonban valószínűleg már pravoszláv vlach martalócok lakták, akik a török sereg segédcsapataihoz tartoztak. A török kiűzése során a vlachok távoztak és helyükre Boszniából katolikus horvát menekültek települtek be. 

1698-ban „Bicska” néven 8 portával hajdútelepülésként szerepel a török uralom alól felszabadított szlavóniai települések kamarai összeírásában. Az egyházi vizitáció iratai szerint 1730-ban 15 katolikus háza és egy Szent Tamás kápolnája volt. Az 1746-os vizitáció jelentése szerint 22 házában 123 katolikus lakos élt. Az 1758-as feljegyzés említi, hogy a kápolna a Čakmozović család birtokán áll. A hívek a Klokočevik melletti Szent Péter templom köré temetkeznek. 1760-ban 26 katolikus házában, 37 családban, 210 lakosa volt.
Az első katonai felmérés térképén „Biczko Szello” néven található. Lipszky János 1808-ban Budán kiadott repertóriumában „Biczkoszello” néven szerepel. Nagy Lajos 1829-ben kiadott művében „Biczkoszello” néven 68 házzal, 317 katolikus vallású lakossal találjuk. A katonai közigazgatás megszüntetése után 1871-ben Pozsega vármegyéhez csatolták. Az Osztrák-Magyar Monarchia idejében német és ruszin családok települtek ide. Ugyanakkor Likából, a horvát Hegyvidékről, Dalmáciából és Boszniából katolikus horvátok települtek be.
A településnek 1857-ben 289, 1910-ben 540 lakosa volt. Pozsega vármegye Bródi járásának része volt. Az 1910-es népszámlálás adatai szerint lakosságának 88%-a horvát, 2-2%-a német, ruszin és szerb anyanyelvű volt. Az első világháború után 1918-ban az új szerb-horvát-szlovén állam, majd később (1929-ben) Jugoszlávia része lett. 1991-től a független Horvátországhoz tartozik. 1991-ben lakosságának 95%-a horvát nemzetiségű volt. 2011-ben a településnek 517 lakosa volt.

## Lakossága
| Lakosság változása | Lakosság változása | Lakosság változása | Lakosság változása | Lakosság változása | Lakosság változása | Lakosság változása | Lakosság változása | Lakosság változása | Lakosság változása | Lakosság változása | Lakosság változása | Lakosság változása | Lakosság változása | Lakosság változása | Lakosság változása |
| ------------------ | ------------------ | ------------------ | ------------------ | ------------------ | ------------------ | ------------------ | ------------------ | ------------------ | ------------------ | ------------------ | ------------------ | ------------------ | ------------------ | ------------------ | ------------------ |
| 1857               | 1869               | 1880               | 1890               | 1900               | 1910               | 1921               | 1931               | 1948               | 1953               | 1961               | 1971               | 1981               | 1991               | 2001               | 2011               |
| 289                | 331                | 330                | 417                | 459                | 540                | 520                | 542                | 650                | 689                | 705                | 601                | 578                | 581                | 568                | 517                |

## Nevezetességei
A Szentháromság tiszteletére szentelt római katolikus kápolnája 1863-ban épült. Mai formáját 1967-ben a megújítás során nyerte el.

## Kultúra
A KUD Bicko Selo kulturális és művészeti egyesület régóta fellép szerte az országban kulturális eseményeken. Mellette „Biđani” névvel férfi énekkar is működik a településen.

## Oktatás
A településen a garcsini elemi iskola alsó tagozatos területi iskolája működik.

## Sport
- Az NK Mladost Bicko Selo labdarúgóklub a megyei 2. ligában szerepel.
- A Šaran sporthorgász egyesületet 1958-ban Garcsinban alapították, ma Bicko Selo központtal is működik. 2002-ben a horvát 2. sporthorgász liga tagjai lettek.